# Rudolf Strobl
Pour les articles homonymes, voir Strobl (homonymie).
Rudolf Strobl (né le 9 mars 1927 à Innsbruck, mort le 12 septembre 1997 à Pflach) est un acteur autrichien.

## Biographie
Strobl est élève du conservatoire de Hanvore de 1943 à 1944 et réussit l'examen du diplôme d'acteur en 1946. Après avoir joué dans des théâtres allemands et été membre de l'Exl-Bühne de 1948 à 1954, il accepte une offre au Volkstheater de Vienne en 1956, où il joue en tant que membre à vie de l'ensemble.
Sa gamme de rôles comprend des pièces classiques et contemporaines. Il joue également des rôles dans des séries télévisées et des longs métrages et se consacre aussi à l'opérette.
À partir de 1968, Strobl est président de l'Union théâtrale autrichienne.

## Filmographie
- 1959 : Der Misanthrop (TV)
- 1959 : Zwölf Mädchen und ein Mann (de)
- 1960 : Brigitte et les Hommes (de)
- 1960–1964 : Familie Leitner (série télévisée, 18 épisodes)
- 1961 : Die frommen Schwestern (TV)
- 1962 : Protektionskind (TV)
- 1963 : Das Paket (TV)
- 1965 : Der Tag danach (TV)
- 1966 : Pater Brown – Das unlösbare Problem (série télévisée)
- 1966 : Pater Brown – Die Sünden des Prinzen Saradin (série télévisée)
- 1969 : Zu ebener Erde und erster Stock (TV)
- 1969 : Blues für Mister Charlie (TV)
- 1969 : Fink und Fliederbusch (TV)
- 1969 : Glaube, Liebe, Hoffnung (TV)
- 1969 : Peripherie (TV)
- 1969 : Traumnovelle (TV)
- 1969 : Die Geschichte der 1002. Nacht (TV)
- 1969–1970 : Der alte Richter (série télévisée, 6 épisodes)
- 1970 : Keine Angst Liebling, ich pass schon auf!
- 1970 : Ein gebildeter Hausknecht (TV)
- 1971 : König Johann (TV)
- 1971 : Der kleine Muck (TV)
- 1971 : Das falsche Gewicht (TV)
- 1972 : Libussa (TV)
- 1972 : Das bin ich – Wiener Schicksale aus den 30er Jahren: Österreich zwischen Demokratie und Diktatur (TV)
- 1972 : Hochzeit (TV)
- 1972 : Das Gewürzkrämerkleeblatt oder Die unschuldigen Schuldigen (TV)
- 1973 : Hallo – Hotel Sacher … Portier! – Der Spieler (série télévisée)
- 1973 : Pas de frontières pour l'inspecteur : Discrétion absolue (de) (TV)
- 1974 : Gegen Torheit gibt es kein Mittel (TV)
- 1974 : Einen Jux will er sich machen (TV)
- 1975 : Totstellen (TV)
- 1976 : Das Märchen (TV)
- 1977 : Gute Geschäfte (TV)
- 1977 : G'schichten aus Österreich – Ein ganz normaler Tag (série télévisée)
- 1978 : Essig und Öl (TV)
- 1980 : Absurdiade – Schmunzeltraining für Sportfans (TV)
- 1981 : Die sieben Todsünden und Totentanz (TV)
- 1981 : Zuhaus in fremden Betten (TV)
- 1982 : Das blaue Aug’ (TV)
- 1984 : Steinbichler Geschichten (TV)
- 1984 : Sag' die Wahrheit! (TV)
- 1988 : Heiteres Bezirksgericht – Die fünf Sinne (série télévisée)
- 1991 : Tatort: Telefongeld (de) (série télévisée)
- 1998 : Helden in Tirol (de)